# Juan Yergovic
Juan Yergovic (El Espinillo, Formosa, 11 de julio de 1996) es un ex-baloncestista argentino. 

## Carrera
| Club                   | País      | Año         |
| ---------------------- | --------- | ----------- |
| Sarmiento de Formosa   | Argentina | 2013 - 2014 |
| La Unión de Formosa    | Argentina | 2014 - 2017 |
| Jorge Newbery (CP)     | Argentina | 2017 - 2018 |
| Estudiantes de Formosa | Argentina | 2018        |
| Sol de América         | Argentina | 2018 - 2019 |
| Atenas (CP)            | Argentina | 2019        |